# Бабина (Албанија)
Бабина (алб. Babinë) је насељено место у општини Тропоја у округу Кукеш, Албанија. Према попису из 1989. године био је 531 становник.
Према Дечанској хрисовуљи из прве половине 14. века, Бабјане (Бабина) словенско је насеље које је додељено манастиру Високи Дечани.
Бабина су једно од насеља племена Гаши.